# Morgan Gibbs-White
Morgan Anthony Gibbs-White (Stafford, 27 gennaio 2000) è un calciatore inglese, centrocampista del Nottingham Forest e della nazionale inglese.

## Biografia
Nato in Inghilterra, ha origini giamaicane.

## Caratteristiche tecniche
Giocatore molto duttile, può ricoprire tutte le posizioni del centrocampo, principalmente quella di trequartista, benché possa giocare anche in posizione più avanzata come ala destra o punta centrale. Dinamico e veloce, è abile nelle progressioni offensive e negli inserimenti, oltre che nella fase difensiva della manovra. Il suo piede forte è il destro, calcia con potenza e precisione, oltre a essere un bravo "uomo-assist" Per le sue caratteristiche è stato paragonato a Georginio Wijnaldum.

## Carriera

### Club

#### Wolverhampton e Swansea City
Cresciuto nel settore giovanile del Wolverhampton, ha esordito in prima squadra il 7 gennaio 2017, a soli 16 anni, nella partita di FA Cup vinta per 0-2 contro lo Stoke City.
Il 29 gennaio 2018 prolunga con i Wolves fino al 2022.Il 15 agosto 2019 segna il suo primo gol in prima squadra battendo per 4-0 il Pyunik.
Il 25 agosto 2020, dopo avere rinnovato il proprio contratto con i Wolves sino al 2023, viene ceduto in prestito allo Swansea City dove realizza una sola rete, sconfiggendo per 1-0 il Preston NE.
Tuttavia nel gennaio 2021 fa ritorno agli Wolves, con cui realizza il suo primo gol nella sfida vinta per 2-1 in Premier League contro il Brighton il 9 maggio 2021.

#### Sheffield Utd
Il 31 agosto 2021 viene ceduto ancora una volta a titolo temporaneo, questa volta allo Sheffield Utd.Segna dodici reti nel campionato di seconda divisione, la prima battendo per 6-2 il Peterborough United, sigla un gol sconfiggendo per 4-0 il Fulham, segna la rete del 4-1 vincendo contro il Middlesbrough, è autore del gol del 2-0 battendo il Barnsley, inoltre con una rete e due assist vincenti decide la vittoria su 3-2 contro il Cardiff City, segna una doppietta nel successo per 4-0 contro lo Swansea City.

#### Nottingham Forest
Il 19 agosto 2022 viene ceduto a titolo definitivo al Nottingham Forest per una somma totale di circa 52 milioni di sterline. Il giorno successivo fa il suo esordio subentrando al 61' nel pareggio esterno contro l'Everton. Il 5 novembre realizza il suo primo gol con la maglia dei Reds nel pareggio interno per 2-2 contro il Brentford. Durante la stagione si rivela uno dei giocatori cardine della squadra allenata da Cooper, segna la rete del 1-0 battendo il Crystal Palace, con un rigore realizza il gol del 3-1 sconfiggendo il Bringhton, si ripete nella vittoria per 4-3 contro il Southampton, inoltre con due assist permette a Brennan Johnson di segnare la doppietta che regala la vittoria per 2-0 contro il Leicester City: conclude la stagione mettendo a segno 5 gol e 8 assist e contribuendo alla salvezza del Nottingham Forest.
Nella stagione 2024-2025 della Premier League segna il gol del 1-0 battendo il Southampton, realizza una rete sconfiggendo il Manchester United per 3-2, segna il gol del 2-0 prevalendo contro l'Everton, un'altra rete la realizza vincendo per 3-0 ai danni del Wolverhampton, sigla un gol nella schiacciante vittoria per 7-0 battendo il Brighton, inoltre con un suo assist Callum Hudson-Odoi segna la rete del 1-0 vincendo contro il Manchester City.

### Nazionale
Nel 2017 ha vinto con la nazionale Under-17 inglese il Mondiale di categoria, segnando ai quarti di finale un gol contro gli Stati Uniti prevalendo per 4-1, e anche nella finale sigla una rete nel successo per 5-2 contro la Spagna. Con la Nazionale Under-21 cince anche l'europeo di categoria nel 2023, segna una sola rete, nella semifinale battendo Israele per 3-0.
Il 29 agosto 2024 viene convocato per la prima volta in nazionale maggiore, con cui esordisce il 7 settembre seguente nel successo per 0-2 in casa dell'Irlanda in Nations League.

## Statistiche

### Presenze e reti nei club
Statistiche aggiornate al 1º febbraio 2025.
| Stagione                 | Squadra                  | Campionato               | Campionato | Campionato | Coppe nazionali | Coppe nazionali | Coppe nazionali | Coppe continentali | Coppe continentali | Coppe continentali | Altre coppe | Altre coppe | Altre coppe | Totale | Totale | Totale |
| Stagione                 | Squadra                  | Comp                     | Pres       | Reti       | Comp            | Pres            | Reti            | Comp               | Pres               | Reti               | Comp        | Pres        | Reti        | Pres   | Reti   |        |
| ------------------------ | ------------------------ | ------------------------ | ---------- | ---------- | --------------- | --------------- | --------------- | ------------------ | ------------------ | ------------------ | ----------- | ----------- | ----------- | ------ | ------ | ------ |
| 2017-2018                | Wolverhampton            | FLC                      | 20         | 0          | FACup+CdL       | 3+0             | 0               | -                  | -                  | -                  | -           | -           | -           | 23     | 0      |        |
| 2018-2019                | Wolverhampton            | PL                       | 26         | 0          | FACup+CdL       | 3+2             | 0               | -                  | -                  | -                  | -           | -           | -           | 31     | 0      |        |
| 2019-2020                | Wolverhampton            | PL                       | 7          | 0          | FACup+CdL       | 1+1             | 0               | UEL                | 7                  | 1                  | -           | -           | -           | 16     | 1      |        |
| 2020-gen. 2021           | Swansea City             | FLC                      | 5          | 1          | FACup+CdL       | 0+1             | 0+0             | -                  | -                  | -                  | -           | -           | -           | 6      | 1      |        |
| gen.-giu. 2021           | Wolverhampton            | PL                       | 15         | 1          | FACup+CdL       | 2+1             | 0+1             | -                  | -                  | -                  | -           | -           | -           | 18     | 2      |        |
| Totale Wolverhampton     | Totale Wolverhampton     | Totale Wolverhampton     | 68         | 1          |                 | 13              | 1               |                    | 7                  | 1                  |             | -           | -           | 88     | 3      |        |
| 2021-2022                | Sheffield Utd            | FLC                      | 37         | 12         | FACup+CdL       | 0+0             | 0+0             | -                  | -                  | -                  | -           | -           | -           | 37     | 12     |        |
| 2022-2023                | Nottingham Forest        | PL                       | 35         | 5          | FACup+CdL       | 0+3             | 0+0             | -                  | -                  | -                  | -           | -           | -           | 38     | 5      |        |
| 2023-2024                | Nottingham Forest        | PL                       | 37         | 5          | FACup+CdL       | 4+1             | 1+0             | -                  | -                  | -                  | -           | -           | -           | 42     | 6      |        |
| 2024-2025                | Nottingham Forest        | PL                       | 34         | 7          | FACup+CdL       | 0               | 0               | -                  | -                  | -                  | -           | -           | -           | 34     | 7      |        |
| Totale Nottingham Forest | Totale Nottingham Forest | Totale Nottingham Forest | 106        | 17         |                 | 8               | 1               |                    | -                  | -                  |             | -           | -           | 114    | 18     |        |
| Totale carriera          | Totale carriera          | Totale carriera          | 216        | 31         |                 | 22              | 2               |                    | 7                  | 1                  |             | -           | -           | 245    | 34     |        |

### Cronologia presenze e reti in nazionale
| Cronologia completa delle presenze e delle reti in nazionale ― Inghilterra | Cronologia completa delle presenze e delle reti in nazionale ― Inghilterra | Cronologia completa delle presenze e delle reti in nazionale ― Inghilterra | Cronologia completa delle presenze e delle reti in nazionale ― Inghilterra | Cronologia completa delle presenze e delle reti in nazionale ― Inghilterra | Cronologia completa delle presenze e delle reti in nazionale ― Inghilterra | Cronologia completa delle presenze e delle reti in nazionale ― Inghilterra | Cronologia completa delle presenze e delle reti in nazionale ― Inghilterra |
| Data                                                                       | Città                                                                      | In casa                                                                    | Risultato                                                                  | Ospiti                                                                     | Competizione                                                               | Reti                                                                       | Note                                                                       |
| -------------------------------------------------------------------------- | -------------------------------------------------------------------------- | -------------------------------------------------------------------------- | -------------------------------------------------------------------------- | -------------------------------------------------------------------------- | -------------------------------------------------------------------------- | -------------------------------------------------------------------------- | -------------------------------------------------------------------------- |
| 7-9-2024                                                                   | Dublino                                                                    | Irlanda                                                                    | 0 – 2                                                                      | Inghilterra                                                                | UEFA Nations League 2024-2025 - 1º turno                                   | -                                                                          | 77’                                                                        |
| 14-11-2024                                                                 | Amarousio                                                                  | Grecia                                                                     | 0 – 3                                                                      | Inghilterra                                                                | UEFA Nations League 2024-2025 - 1º turno                                   | -                                                                          | 79’                                                                        |
| 7-6-2025                                                                   | Cornellà de Llobregat                                                      | Andorra                                                                    | 0 – 1                                                                      | Inghilterra                                                                | Qual. Mondiali 2026                                                        | -                                                                          | 90+1’                                                                      |
| 10-6-2025                                                                  | West Bridgford                                                             | Inghilterra                                                                | 1 – 3                                                                      | Senegal                                                                    | Amichevole                                                                 | -                                                                          | 58’                                                                        |
| Totale                                                                     |                                                                            | Presenze                                                                   | 4                                                                          |                                                                            | Reti                                                                       | 0                                                                          |                                                                            |

## Palmarès

### Club
- Campionato inglese di seconda divisione: 1

Wolverhampton: 2017-2018

### Nazionale
- Campionato mondiale Under-17: 1

India 2017
- Campionato d'Europa Under-21: 1

Romania-Georgia 2023